# Võ Dinh
Võ Dinh (1929 - 2017), nguyên là một tướng lĩnh Không Quân của Quân lực Việt Nam Cộng hòa, cấp bậc Chuẩn tướng. Ông xuất thân từ trường Võ bị Liên quân do Chính phủ Quốc gia Việt Nam được Quân đội Pháp hỗ trợ mở ra ở nam Cao nguyên Trung phần Việt Nam trên cơ sở cũ của trường Võ bị Liên quân Viễn Đông của Quân đội thuộc địa Pháp. Sau khi tốt nghiệp, ông trúng tuyển vào Quân chủng Không quân và đã phục vụ ở đơn vị này cho đến ngày cuối tháng 4 năm 1975.

## Tiểu sử & Binh nghiệp
Ông sinh ngày 28 tháng 6 năm 1929 tại Thừa Thiên, miền Trung Việt Nam, trong một gia đình thuộc một gia tộc khoa cử đã có mấy đời làm quan dưới triều Nhà Nguyễn. Ông học phổ thông Trường Quốc học Khải Định ở Huế. Năm 1949, ông tốt nghiệp Trung học chương trình Pháp tại trường Lasan Pellerin, Huế với văn băng Tú tài toàn phần (Part II).

### Quân đội Liên hiệp Pháp
Cuối tháng 9 năm 1950, thi hành lệnh động viên, ông nhập ngũ vào Quân đội Liên hiệp Pháp, mang số quân: 49/600.095. Theo học khóa 3 Trần Hưng Đạo tại trường Võ bị Liên quân Đà Lạt, khai giảng ngày 1 tháng 10 năm 1950. Ngày 25 tháng 6 năm 1951 mãn khóa tốt nghiệp với cấp bậc Thiếu uý hiện dịch. Sau khi ra trường, ông được tuyển chọn vào Quân chủng Không quân, theo học khóa 1 Hoa tiêu Quan sát tại Trung tâm Huấn luyện Không quân Nha Trang, khai giảng ngày 30 tháng 3 năm 1952.

### Quân đội Quốc gia Việt Nam
Đầu tháng 12 năm 1952, mãn khóa học Không quân, ra trường ông chuyển sang Phục vụ Quân đội Quốc gia, về phục vụ tại Ban Không quân trong Bộ Tổng tham mưu. Cuối tháng, ông được thăng cấp Trung úy tại nhiệm. Đầu tháng 7 năm 1953, ông được thăng cấp Đại úy tại nhiệm, Sau đó ông chuyển ra Duyên hải miền Trung, được cử làm Chỉ huy trưởng Phi đoàn 2 Quan sát và Trợ chiến tại Nha Trang. Đầu năm 1954, ông được lệnh bàn giao Phi đoàn 2 lại cho Trung úy Nguyễn Văn Lượng.

### Quân đội Việt Nam Cộng hòa
Đầu năm 1955, ông được cử đi du học và tốt nghiệp khóa Tham mưu tại Trường Tham mưu Paris, Pháp. Sau đó theo học khóa Bổ túc Hoa tiêu tại Căn cứ Huấn luyện Không quân Marrakech, Maroc. Tháng 7 cùng năm, mãn khóa về nước chuyển phục vụ cơ cấu mới là Quân đội Việt Nam Cộng hòa, ông được thăng cấp Thiếu tá và giữ chức vụ Chỉ huy trưởng căn cứ Không quân Chiến thuật số 1 ở Nha Trang. Đầu năm 1956, ông chuyến về làm Chỉ huy trưởng căn cứ Trợ lực Không quân số 2 ở Biên Hòa do Không quân Pháp chuyển giao. Giữa năm 1957, ông được cử đi du học và tốt nghiệp khóa Thực tập Chỉ huy tại Clarkfield căn cứ Không quân Hoa Kỳ ở Phi Lật Tân. Tháng 11 cùng năm, ông được cử làm Chỉ huy trưởng căn cứ Trợ lực Không quân số 4 ở Đà Nẵng do Không quân Pháp chuyển giao.
Giữa năm 1958, ông được cử đi du học và tốt nghiệp khóa Cao đẳng Quốc phòng tại Monterey, California, Hoa Kỳ. Đầu năm 1959, ông được thăng cấp Trung tá giữ chức vụ Phụ tá Thanh tra tại Bộ Tư lệnh Không quân do Đại tá Nguyễn Xuân Vinh làm Tư lệnh. Tháng 8 cùng năm ông được cử đi học và tốt nghiệp khóa Chiến tranh Chính trị cao cấp do Nha Tâm lý chiến tổ chức tại Sài Gòn. Đầu năm 1960, ông được chỉ định làm Tham mưu phó Chiến tranh Chính trị tại Bộ Tư lệnh Không quân, vẫn do Đại tá Nguyễn Xuân Vinh làm Tư lệnh. Tháng 8 cùng năm, ông được cử đi du học lớp Tham mưu cao cấp (khóa 1960-2) tại Học viện Chỉ huy và Tham mưu Fort Leavenworth, Tiểu bang Kansas, Hoa Kỳ. Tháng giêng năm 1961 về nước, ông giữ chức vụ Tham mưu phó Đặc trách Điều hành Nhân viên tại Bộ Tư lệnh Không quân. Thời gian này, trải qua các vị Tư lệnh: Đại tá Nguyễn Xuân Vinh, Đại tá Huỳnh Hữu Hiền, Đại tá Đỗ Khắc Mai và Thiếu tướng Nguyễn Cao Kỳ
Ngày Quốc khánh Đệ Nhị Cộng hòa 1 tháng 11 năm 1967, ông được thăng cấp Đại tá tại nhiệm. Sau đó được đảm nhiệm chức vụ Tham mưu trưởng tại Bộ Tư lệnh Không quân thay thế Đại tá Võ Xuân Lành lên làm Tư lệnh phó Quân chủng Không quân.
Ngày Quốc khánh 1 tháng 11 năm 1972, ông được thăng cấp Chuẩn tướng tại nhiệm và ở chức vụ Tham mưu trưởng Không quân cho tới cuối tháng 4 năm 1975.

## 1975
Ngày 30 tháng 4, ông di tản ra khỏi Việt Nam. Sau đó sang định cư tại Corona, Tiểu bang California, Hoa Kỳ. Về sau chuyển sang định cư ở San Jose, cùng Tiểu bang.
Ngày 17 tháng 6 năm 2017, ông từ trần tại nơi định cư. Hưởng thọ 88 tuổi.

## Gia tộc và Gia đình
- Ông nội: Cụ Võ Liêm (Tước hiệu Xuân Hòa Hầu, nguyên Thượng thư Bộ Lễ dưới 2 triều Vua Khải Định và Bảo Đại)
- Bá phụ: Cụ Võ Chuẩn (Nguyên giữ chức Quản đạo Kontum, Tổng đốc Quảng Nam dưới triều Vua Bảo Đại)
- Thân phụ: Cụ Võ Trị (Nguyên là một nhà Nho học và Tây học uyên thâm)
- Thân mẫu: Bà Tôn Nữ Hường An và thuộc về gia tộc Nguyễn Phuớc (Tôn Thất), hệ chín. Đây là gia tộc có liên hệ đến dòng họ vua triều Nguyễn.
- Bào đệ: Ông Võ Quế[6]
- Bá huynh: Ông Võ Sum[7] (con trai cụ Võ Chuẩn)
- Bá tỷ: Võ Thị Hoài Trinh[8] (con gái của cụ Võ Chuẩn).
- Phu nhân: Đỗ Thị Sum

-Ông bà có 7 người con (2 trai, 5 gái):
Võ Thị Thu Hương, Võ Thắng, Võ Thị Thu Hoài, Võ Thị Thu Trang, Võ Thị Lệ Thanh, Võ Thị Lệ Thành, Võ Thịnh.